# 花島公園
花島公園（はなしまこうえん）は千葉県千葉市花見川区にある都市公園（総合公園）である。

## 公園データ
- 公園づくりのコンセプト:「水と緑とコミュニティのふれあい」
- 公園地区:千葉県花見川区花島町、柏井町、犢橋町、天戸町、三角町の各一部の区域
- 計画決定:1988年1月26日
- 事業許可:1988年7月19日から2016年3月31日
- 事業費:約205億円

## 施設概要
花島公園センター
花島公園をはじめとする花見川地区の公園をする管理事務所。体育館やトレーニング室などの運動施設やサークル室・講習室などのコミュニティ施設が併設された複合施設。
球戯場ゾーン
野球、サッカー、ラグビー、グラウンドゴルフなどの球技をはじめ、多目的に利用できる天然芝のサッカー場に加え、テニス場が2面ある。
噴水池ゾーン（渓流園）
自然の谷戸地形と斜面林の植栽を生かして整備された親水空間ゾーン。
ふれあいの広場
花島公園センターの眼前に面するなだらかな起伏のある芝生広場。
中島池ゾーン
ハス、スイレン、カキツバタなどの水辺の植物やトンボ、カエル、野鳥などが憩うハス池。自然観察ゾーン。
お花見広場ゾーン
花見川沿いの広場。桜並木は、花島観音とともに桜の名所として知られており、春には多くの花見客が集う。
川辺憩いの広場ゾーン
花見川サイクリングロードに面した緑地広場。花見川リバーサイドパーク構想のもと整備された川辺憩いの広場ゾーン。

## 交通

### 鉄道
- JR新検見川駅北口から、京成バス「八千代台駅行」、「柏井高校行」、「団地東口行」で「千葉幼稚園」下車徒歩10分
- JR幕張駅北口から、シーサイドバス「花島公園行」で「花島公園」下車
- 京成本線八千代台駅東口から、京成バス「団地循環行」、「車庫行」で「花見川交番」下車、徒歩10分
- 京成本線八千代台駅東口から、京成バス「いきいきプラザ行」で、「花島公園」下車すぐ

### 車
- 主要地方道長沼船橋線広尾十字路を花見川方面へ行き、花見川大橋を渡って2つ目の信号を右折してすぐ。